# Synagoge (Oettingen)

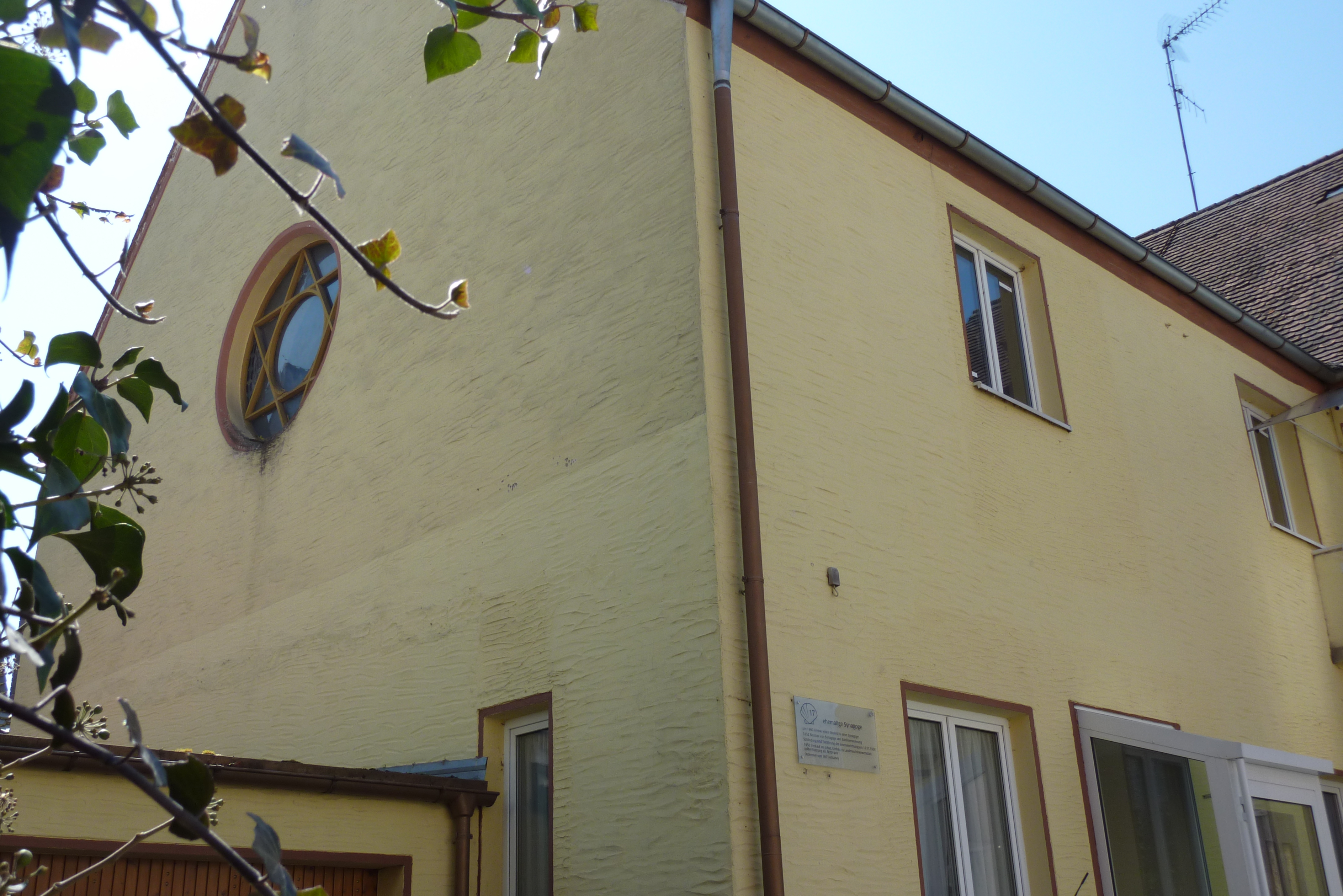
Ehemalige Synagoge in Oettingen

Die ehemalige Synagoge in Oettingen, einer Stadt im schwäbischen Landkreis Donau-Ries in Bayern, wurde 1852/53 erbaut. Sie befindet sich in der Schäfflergasse 1, einer kleinen Gasse in der westlichen Altstadt.

## Geschichte
Die jüdische Gemeinde Oettingen errichtete im 18. Jahrhundert eine Synagoge, die sich auf dem heutigen Grundstück Schäfflergasse 1 befand. Da diese zu klein geworden war, die Zahl der Gemeindemitglieder stieg bis Mitte des 19. Jahrhunderts auf etwa 400 Personen, wurde auf dem gleichen Grundstück eine neue Synagoge gebaut. Sie wurde am 30. Dezember 1853 feierlich eingeweiht. Zum Synagogengebäude gehörte auch die rechtwinklig angebaute Rabbinerwohnung.

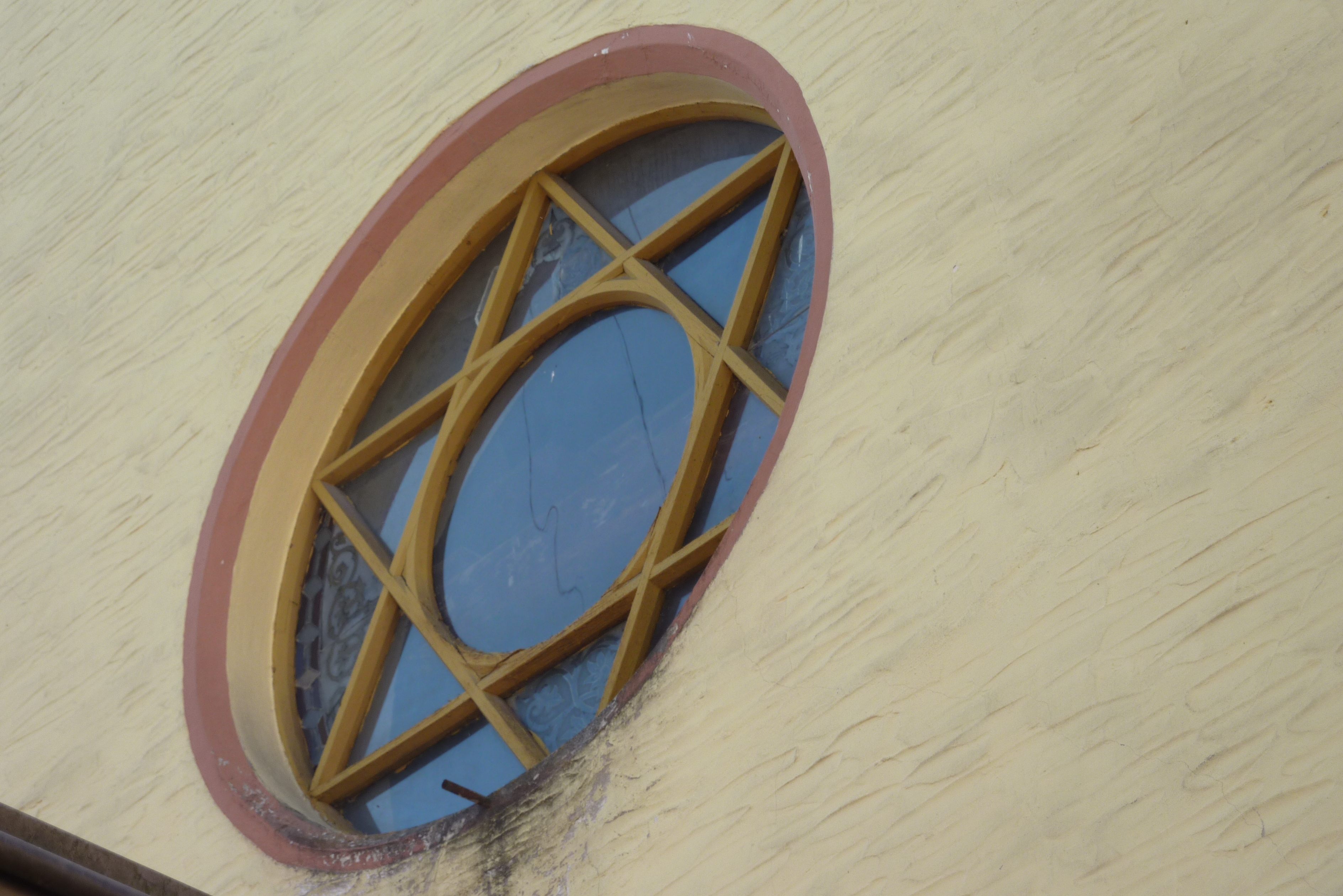
Rundfenster mit eingeschriebenem Davidstern

Während der Novemberpogrome  1938 wurde die Synagoge wegen der Gefahr für die Nachbarhäuser nicht in Brand gesteckt. Die Fenster und die gesamte Inneneinrichtung wurden zerstört. Unter den vernichteten Ritualien befanden sich 13 Torarollen, zwei Toraschrein-Vorhänge (Parochet) und Silbergeräte.

## Heutiger Zustand
Von der ehemaligen Synagoge, die unmittelbar an der Stadtmauer erbaut wurde, sind zum größten Teil noch die Außenmauern von 1852/53 erhalten. Das heute als Wohn- und Praxisgebäude genutzte Haus in Ost-West-Richtung besitzt noch den Okulus mit Teilen der originalen Verglasung. Dieser Okulus an der Ostwand (Misrachfenster) hat Sprossen, die einen Davidstern bilden. Die eiserne Wetterfahne, ehemals auf dem Dach der Synagoge stehend, in Form der Gesetzestafeln ist heute im Heimatmuseum Oettingen ausgestellt.

## Gedenken

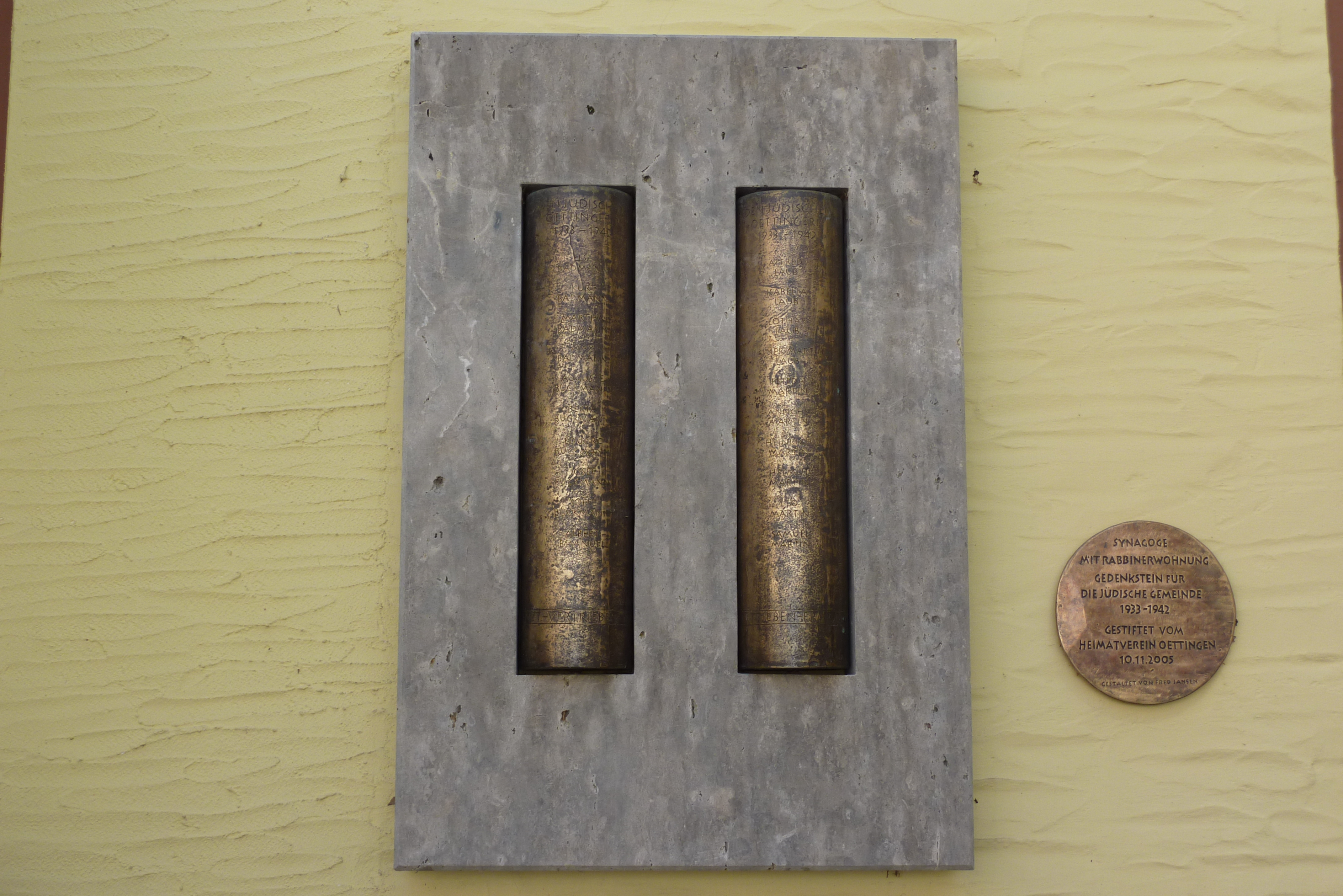
Mahnmal an der ehemaligen Synagoge in Oettingen

Am 10. November 2005 wurde ein von dem Künstler Fred Jansen gestalteter Gedenkstein an der ehemaligen Synagoge angebracht. Auf zwei beweglichen Walzen aus Messing stehen die Namen der 78 jüdischen Bürger, die 1933 bis 1942 in Oettingen lebten.